# Музей Історії розвитку фінансової системи Дніпропетровської області
Музей Історії розвитку фінансової системи Дніпропетровської області — один з музеїв Дніпропетровська, перший в Україні фінансовий музей, експозиція якого відображає розвиток фінансових відносин в Дніпропетровській області, починаючи з XVIII століття і до сучасності. 

## Історія
Музей заснований у 1999. 
У 2001 відкрита експозиція музею. Загальна площа Дніпропетровського музею історії фінансової системи — 80 м². 
У музеї зібрана унікальна колекція найрізноманітніших фінансових грошових знаків та звітів. За цими експонатами можна простежити, як формувалася фінансова система краю протягом останніх 250 років. 
Протягом кількох років, з 1991, музей збирали по архівах та бібліотеках області. 
Так що аналогів йому в Україні поки немає. 
На 2011 у експозиції представлено близько 1 000 експонатів. 
В експозиції реконструйовано робоче місце фінансиста 1950-х з восковою фігурою працівника фінансової сфери. Експонується формений костюм фінансиста. У музеї представлені матеріали про фінансові служби всіх міських та районних фінансових установ Дніпропетровщини (в окремих альбомах). Яскравою сторінкою в експозицію музею є сучасний період.  
Серед експонатів — унікальні речі і папери, якими користувалися бухгалтера Дніпропетровщини багато років тому, гроші початку XX століття, книги податків, перший бюджет Дніпропетровська й одяг бухгалтерів радянського періоду. 
220 експонатів є оригіналами. 
Найстаріший експонат  — «Ревізькі казки» села Томаківка, датовані 1850 роком. 
Один з найстаріших експонатів  — податкова книжка для неписьменних селян. У цій книжці дуже розумно розроблена інструкція, дотримуючись якої неписьменна людина могла дізнатися, скільки потрібно сплатити податків. Дані записані за схемою, де одна копійка зображена паличкою, 10 копійок — кружком з хрестиком. 
Першим зустрічає відвідувачів музею Василь Васильович. Ця воскова фігура — збірний образ головного бухгалтера фінансового управління 1950-х. Перед ним на столі — раритетне видання «Капіталу» Маркса. 
У музеї зібрані дані про фінансову систему цілого краю. 
Оригінали грошових знаків, порахунки та рахункові машинки, старовинне бухгалтерське приладдя, заставні та векселі. Серед експонатів є й указ Катерини II про створення казенних палат (вони формували губернський бюджет), і залізні таблички, які вивішували на доми, віддані лихварям під заставу. 
Також найцікавішим документом є квиток держкомісії погашення боргів на вічний вклад. 